# 62e méridien est
En géographie, le 62e méridien est est le méridien joignant les points de la surface de la Terre dont la longitude est égale à 62° est.

## Géographie

### Dimensions
Comme tous les autres méridiens, la longueur du 62e méridien correspond à une demi-circonférence terrestre, soit 20 003,932 km. Au niveau de l'équateur, il est distant du méridien de Greenwich de 6 902 km,.
Avec le 118e méridien ouest, il forme un grand cercle passant par les pôles géographiques terrestres.

### Régions traversées
En commençant par le pôle Nord et descendant vers le sud au pôle Sud, Le 62e méridien est passe par:
| Coordonnées          | Pays, territoire ou mer | Notes |
| -------------------- | ----------------------- | --- |
| 90° 00′ N, 62° 00′ E | Océan Arctique          | |
| 81° 38′ N, 62° 00′ E | Russie                  | Île Adelaïde et Île Frieden, Terre François-Joseph                                                          |
| 81° 31′ N, 62° 00′ E | Océan Arctique          | |
| 80° 51′ N, 62° 00′ E | Russie                  | Île Wilczek, Terre François-Joseph                                                                          |
| 80° 34′ N, 62° 00′ E | Mer de Barents          | |
| 76° 16′ N, 62° 00′ E | Russie                  | Île Severny, Nouvelle-Zemble                                                                                |
| 75° 26′ N, 62° 00′ E | Mer de Kara             | |
| 69° 45′ N, 62° 00′ E | Russie                  | |
| 53° 57′ N, 62° 00′ E | Kazakhstan              | |
| 53° 08′ N, 62° 00′ E | Russie                  | |
| 52° 57′ N, 62° 00′ E | Kazakhstan              | |
| 43° 30′ N, 62° 00′ E | Ouzbékistan             | |
| 40° 53′ N, 62° 00′ E | Turkménistan            | |
| 35° 27′ N, 62° 00′ E | Afghanistan             | |
| 29° 31′ N, 62° 00′ E | Pakistan                | Baloutchistan                                                                                               |
| 28° 32′ N, 62° 00′ E | Iran                    | |
| 26° 17′ N, 62° 00′ E | Pakistan                | Baloutchistan                                                                                               |
| 25° 06′ N, 62° 00′ E | Océan Indien            | |
| 60° 00′ S, 62° 00′ E | Océan Austral           | |
| 67° 32′ S, 62° 00′ E | Antarctique             | Territoire Antarctique australien, Revendications territoriales en Antarctique revendiqués par l' Australie |